# 石景山雕塑公园
39°54′42″N 116°11′59″E / 39.911717°N 116.199749°E
石景山雕塑公园是位于中国北京市石景山区八角南路49号的一座雕塑公园。

## 简介
1984年，北京创建了中华人民共和国首个以雕塑为主题的公园——石景山雕塑公园。石景山雕塑公园是由刘秀晨设计，占地面积3.1公顷。雕塑家刘开渠为公园题名“石景山雕塑公园”，画家刘海粟为公园的“春早院”景区题写了字幅。北京市30多名雕塑家送来了雕塑作品。该公园建成后，北京市及外地领导纷纷前来参观，甚至一度成了中共中央党校京外干部学习班的观摩考察点。